# Dermatopelte
Dermatopelte is een geslacht van vliesvleugeligen uit de familie Eulophidae. De wetenschappelijke naam van dit geslacht is voor het eerst geldig gepubliceerd in 1951 door Erdös & Novicky.

## Soorten
Het geslacht Dermatopelte omvat de volgende soorten:
- Dermatopelte budensis Erdös & Novicky, 1951
- Dermatopelte sinaloensis Burks, 2004
- Dermatopelte yanegai Burks, 2004